# Maryland Heights
Maryland Heights is een plaats (city) in de Amerikaanse staat Missouri, en valt bestuurlijk gezien onder St. Louis County.

## Demografie
Bij de volkstelling in 2000 werd het aantal inwoners vastgesteld op 25.756.
In 2006 is het aantal inwoners door het United States Census Bureau geschat op 26.339, een stijging van 583 (2,3%).

## Geografie
Volgens het United States Census Bureau beslaat de plaats een oppervlakte van
61,1 km², waarvan 55,4 km² land en 5,7 km² water.

## Plaatsen in de nabije omgeving
De onderstaande figuur toont nabijgelegen plaatsen in een straal van 8 km rond Maryland Heights.